# Nous Països Baixos
Els Nous Països Baixos (Nieuw-Nedeland en neerlandès - Nova Belgica, Novum Belgium) fou una província colonial de la República dels Set Països Baixos Unificats de la costa est de Nord-amèrica. Els territoris reivindicats pels neerlandesos foren les terres de la península Delmarva fins a l'extrem sud-occidental del Cap Cod. Aquestes àrees en l'actualitat són part dels estats mid-atlàntics nord-americans de Nova York, Nova Jersey, Delaware i Connecticut, i petites regions de Pennsilvània i Rhode Island. La seva capital, Nova Amsterdam, era situada a l'extrem meridional de l'illa de Manhattan a la Badia Superior de Nova York.
Els Nous Països Baixos, que inicialment eren una empresa privada per a explotar el comerç de pells nord-americà, fou poblat a poc a poc durant les primeres dècades de la seva existència, lentitud causada pels conflictes amb els amerindis nord-americans i els errors en la gestió de la Companyia Neerlandesa de les Índies Orientals. La colònia de Nova Suècia es desenvolupà al sud d'aquesta centrada a la vall de Delaware i la frontera septentrional es tornà a traçar en reconeixement dels primers assentaments de la Confederació de Nova Anglaterra. Durant la dècada de 1650, la colònia dels Nous Països Baixos cresqué ràpidament i es convertí en un port important del comerç de l'oceà Atlàntic del nord i el 1657 Nova Suècia fou conquerida pels neerlandesos. La rendició del Fort Amsterdam al Regne Unit el 1664 fou una de les raons de la Segona guerra Anglo-Holandesa. El 1673 i 1674, durant la tercera guerra Angloholandesa, els neerlandesos tornaren a governar la província de Nova York fins al 1674, any en què se signà el Tractat de Westminster.